# Tom Patti

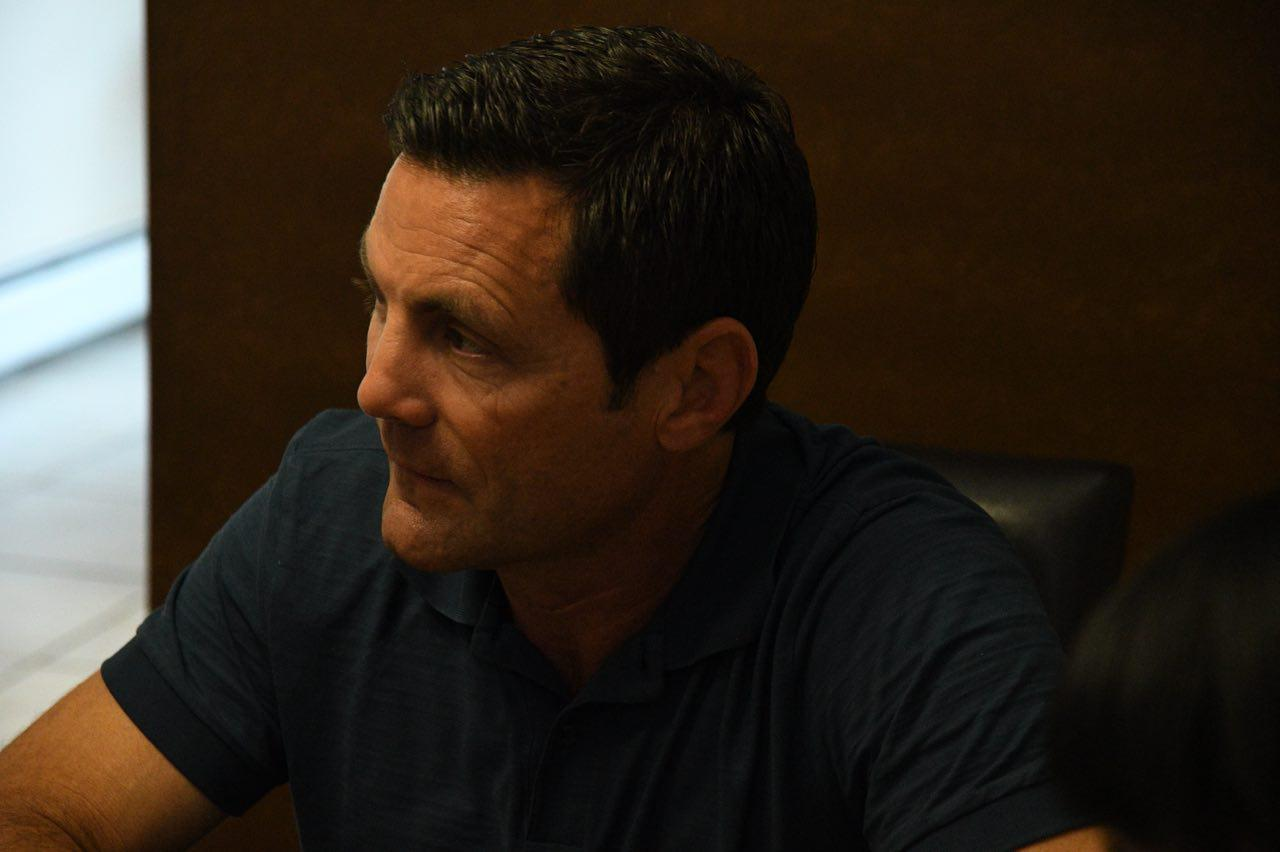
Tom Patti

Tom Patti (* 22. Oktober 1963 in New York City) ist ein US-amerikanischer Geschäftsmann, Politiker, Supervisor von San Joaquin County, Kalifornien, Person des öffentlichen Lebens, fünfmaliger Staatsmeister im Amateurturnier der „Golden Gloves“; nach dem Tod von Cus D’Amato war der Manager und Trainer von Mike Tyson.

## Biografie
Tom Patti wurde in New York City geboren, zog dann nach Stockton, Kalifornien. 1969 begann er sein Studium an der Schule A. A. Stagg High. 1981 wurde er Mitglied der Sportmannschaft im Schwimmen und Wasserball. Nach seinem Abschluss trat er in das Delta College (San Joaquin Delta College) ein, wo er 2015 Mitglied des Vorstands der Delta College Foundation wurde, einer gemeinnützigen Organisation, deren Ziel es ist, den Schülern vor Ort die Möglichkeit zu geben, eine zusätzliche Ausbildung zu erhalten. 
Seit 1982 stand Patti zusammen mit Mike Tyson unter der direkten Aufsicht des Boxmanagers und Boxtrainers Cus D’Amato. 
2001 kehrte Patti nach Stockton zurück, wo sich das von seinem Vater 1969 gegründete Familienunternehmen Delta Cranes befindet. Am 8. November 2016 wurde Patti zum Supervisor des 3. Distrikts von San Joaquin gewählt. Im Januar 2017 trat er offiziell sein Amt an, bei einer Versammlung, an der sein Vater und seine Mutter Anthony und Penny Patti sowie die Töchter Taylor und Presley teilnahmen. Zuvor war Tom Patti fünfmaliger Staatsmeister der „Golden Gloves“, danach arbeitete er im Fernsehen und spielte in Filmen mit, darunter in der 10-Stunden-Miniserie „Oceano“, Patty arbeitete auch mit solchen Schauspielern wie Anthony Michael Hall, Robert Downey Jr., Uma Thurman, Mickey Rourke, Christopher Walken, Charlize Theron, Ernest Borgnine.

## Tätigkeit
Tom Patti ist aktives Mitglied des Rates zur Verhinderung von Kindesmissbrauch (englisch the Equal Employment Opportunity Committee for San Joaquin County). 
Er plädiert für die Unterstützung von Kleinunternehmen als Grundlage für die wirtschaftliche Entwicklung des Landes und die Schaffung neuer Arbeitsplätze. 2017 ernannte der Aufsichtsrat von San Joaquin County Patti zu einem der Beauftragten des HPSJ-Verwaltungsrats.

## Buch zur Erinnerung an D’Amato
2017 schrieb Tom Patti zusammen mit einem Wissenschaftler aus der Ukraine, Ph.D. Oleg Maltsev, das Buch „Kompromissloses Pendel“ über den Stil von Cus D’Amato. Dieses Buch in den Worten von Patti ist eine Hommage an die Erinnerung seines Lehrers Cus D’Amato.